# Acid cloroauric
Acidul cloroauric este un compus anorganic cu formula chimică H[AuCl4] ce are o culoare galbenă. Este un acid al unui metal nobil.

## Preparare și structură
Este obținut prin dizolvarea aurului în apă regală. La încălzire se descompune în acid clorhidric și clorură de aur AuCl3.

## Reacții
Poate fi redus de orice metal și rezultă un precipitat de culoare aurie acesta fiind aur.